# Klaus Koziol
Klaus Koziol (* 1954 in Mühlacker) ist ein deutscher  Schriftsteller, Soziologe und Hochschullehrer.

## Leben
Koziol studierte Soziologie an der Universität Tübingen. Dort wurde er mit der Schrift Badener und Württemberger: zwei ungleiche Brüder (1987) promoviert.
1982 begann seine Tätigkeit für die Diözese Rottenburg-Stuttgart, zunächst als Medienpädagoge bei der Fachstelle für Medienarbeit in Stuttgart, deren Leitung er 1990 übernahm (Hauptabteilung XII – Medien). 1993 trat er  eine Position als Referent des Bischöflichen Ordinariats für den Medienbereich an und wurde damit Teil der Diözesanleitung. 1998 wurde er Mitglied der Sitzung des Bischöflichen Ordinariats (Ordinariatsrat). 2019 ernannte ihn Bischof Gebhard Fürst zum Bischöflichen Beauftragten für Digitalisierung, Menschenwürde und humane Kommunikation. Er sitzt, entsandt von der Katholischen Kirche, unter anderem auch im Verwaltungsrat des SWR und im Landesrundfunkrat Baden-Württemberg.
Seit 2005 lehrt Koziol als Professor für Social Marketing an der KH Freiburg. Zu den Schwerpunkten seiner wissenschaftlichen Arbeit gehören die strategische Ausrichtung von Non-Profit-Organisationen auf der Basis von Marktanalysen sowie Strategien und Methoden des Fundraisings und Sponsorings.
Neben Publikationen über Social Marketing veröffentlichte Koziol beim Patmos-Verlag einige Bücher, die sich mit der Bedeutung des Christentums in der Gegenwart auseinandersetzen.

## Schriften (Auswahl)
- Social marketing: erfolgreiche Marketingkonzepte für Non-Profit-Organisationen. Schäffer-Poeschel Verlag, Stuttgart 2006, ISBN 3-7910-2511-2.
- Die Markengesellschaft: wie Marketing Demokratie und Öffentlichkeit verändert. UVK Verlagsgesellschaft, Konstanz 2007, ISBN 3-89669-682-3.
- Lebe einfach! Die Marketing-Methode. In 7 Schritten den eigenen Weg finden. Patmos-Verlag, Ostfildern 2010.
- Gottvertrauen und Menschenliebe. Johannes XXIII. Seine Spiritualität für heute. Patmos-Verlag, Ostfildern 2012, ISBN 978-3-8436-0169-6.
- Der Sinn macht Erfolg. Mit christlichen Werten Unternehmen führen. Patmos-Verlag, Ostfildern 2013, ISBN 3-8436-0450-9.
- Entschieden Christ sein. Dietrich Bonhoeffers Zeugnis für heute. Patmos-Verlag, Ostfildern 2015, ISBN 3-8436-0608-0.
- Christ sein als Lebenskunst. Patmos-Verlag, Ostfildern 2016, ISBN 3-8436-0729-X.
- Den anderen Blick wagen. Mit mönchischer Weisheit Sinn im Leben finden. Patmos-Verlag, Ostfildern 2017, ISBN 3-8436-0904-7.
- Die Erzählung vom besseren Leben gegen die Logik der digitalen Welt. kopaed-Verlag, München 2017, Mensch und Digitalisierung 1, ISBN 978-3-86736-418-8.
- Der ver-wertete Mensch. Vom Wandel des digitalen Lebens. (Petra Grimm / Klaus Koziol (Hrsg.)), kopaed-Verlag, München 2018, Mensch und Digitalisierung 2, ISBN 978-3-86736-407-2.
- (als Hrsg.) Entwirklichung der Wirklichkeit. Von der Suche nach neuen Sicherheiten. kopaed-Verlag, München 2020 (= Mensch und Digitalisierung 3), ISBN 978-3-86736-577-2.
- Leben in der digitalen Moderne. Essays, kopaed-Verlag, München 2021, Mensch und Digitalisierung 6, ISBN 978-3-96848-021-3.